# Гней Педаний Фуск Салинатор (консул-суффект около 84 года)
Гней Педа́ний Фуск Салина́тор (лат. Gnaeus Pedanius Fuscus Salinator; умер после 98 года) — древнеримский государственный и политический деятель, консул-суффект около 84 года.

## Биография
Предки Салинатора происходили из испанского города Барцины (провинция Тарраконская Испания). Его отцом являлся консул-суффект 61 года с тем же именем. 
Около 84 года Гней и сам занимал должность консула-суффекта, после чего был императорским легатом неизвестной провинции. В 98/99 году он находился на посту проконсула провинции Азия. 
Родным сыном Гнея Педания был ординарный консул 118 года, унаследовавший отцовский преномен.